# Île de Sieck
L'île de Sieck, Enez Sieg en breton, est un îlot du Léon, dans le nord ouest du Finistère, auquel on accède, à pied, à marée basse, depuis la plage du Dossen, écart de la commune de Santec. Elle se situe à quatre kilomètres et six cents mètres au sud de l'entrée ouest du chenal de l'île de Batz.

## Géographie
« Île à marée haute et à peu près presqu'île pendant le reflux », Sieck est un domaine privé de 18 hectares de landes, de futaies et aussi de terres cultivées. L'île mesure un kilomètre de long pour à peu près trois cents mètres de large et est orientée suivant un axe est ouest. On y accède par la grande plage du Dossen et un chemin parcourt l'île d'est en ouest. Elle est séparée du continent par un amas rocheux "Karreg Gourrapa", bien visible sur la photo.
Elle culmine, pour sa partie la plus haute, à plus de vingt-quatre mètres près de la ferme. Elle est bordée à l'ouest par un îlot recouvert d'un peu d'herbe, Golhédec.
L'île est en fait un vaste éperon granitique qui résiste à l'érosion marine. Recouverte d'une couche de terre assez fine et sableuse et balayée par des vents violents d'ouest, elle est ainsi représentative d'un écosystème particulier.
L'île accepte pourtant d'être travaillée par l'homme : à condition de protéger les cultures par des taillis surmontés de haies, sans quoi les vents marins chargés de sel grillerait rapidement toute récolte.
Il existe encore aujourd'hui quelques champs au nord-est de l'île qui produisent artichauts et pommes de terre.
L'insularité de l'île remonte sans doute au Moyen Âge. La séparation a du être provoquée par l'action conjuguée des tempêtes, des marées et de la montée des eaux qui ont érodé progressivement le cordon de galets et de sable qui la reliait au continent.
On peut se promener sur l'île mais il faut respecter les consignes indiquées sur un panonceau à l'entrée. 

Attention aux marées, l'île est cernée environ deux heures avant la marée haute. De forts courants entre l'île et le Dossen rendent la traversée très dangereuse.
On y pratique encore quelques cultures légumières dans la partie est de l'île. Elle a longtemps été habitée par une population de pêcheurs et d'agriculteurs avec leur famille. L'île a eu aussi une école élémentaire de 1887 à la Seconde Guerre mondiale.
Les grenats sont nombreux sur les plages de l'île de Sieck en raison de la présence de roches-mères formées de leucogranites et pegmatites.

## Étymologie
Siec provient d'une mauvaise lecture de la liaison dans le breton léonard Enez Hieg. En breton en effet, les mots dont l'initiale est un s, comme Salaün, sont des mots savants d'origine étrangère. En cornouaillais, enez se dit ené, ce qui a pu induire l'erreur.
« Une chapelle, aujourd'hui disparue, était jadis édifiée en l'honneur de saint Hiec, (ou saint Hyec) sur l'île ». Il est avéré qu'en 1625, l'oratoire existait déjà.
Certains pensent aussi que ce saint méconnu, Hyrec ou Herec puis Iec, serait également à l'origine du nom du village de Moguériec, situé au sud de la baie. Selon cette interprétation, ce village serait à l'origine un lieu où saint Hiec aurait élevé un mur, moger en breton, autour d'un sanctuaire. Moguer Hiec aurait été contracté en Moguériec. Toutefois, cette interprétation est sujette à caution.

## Histoire d'un poste d'observation

### Préhistoire
Le territoire de Sieck a été habité depuis la Préhistoire. Une prospection précise a permis de localiser divers sites et de découvrir de nombreux éclats de silex, dont plusieurs se sont révélés être des outils anciens : pointes et racloirs.
Un biface taillé dans le quartz constitue à ce jour la plus belle pièce archéologique de ces temps reculés. Plus près de nous, de l'époque gauloise nous restent quelques tessons de poterie, des boulets d'argile cuite qui rappellent le briquetage pour la production du sel et la formation des premières dunes.

### L'île face aux Anglais
Il reste des ruines d'un corps de garde construit sous Vauban pour assurer la surveillance de la côte contre des débarquements anglais. À la pointe ouest de l'île se remarquent les ruines de ce corps de garde qui consistait en un ensemble de constructions autour d'une fortification semi-circulaire faîte de blocs de granit taillés et soigneusement appareillés.
Le corps de garde qui dresse encore ses pignons servait de poste aux miliciens garde-côtes.
Sur son côté ouest, un appentis tenait lieu de magasin à matériel. Tout près, la guérite et la poudrière au toit de pierre, prévue pour abriter environ 200 kilos de poudre, complètent l'ensemble.
Plus bas, vers la jetée, ses dépendances permettaient de loger les hommes servant à la milice.
Initialement équipée de deux pièces de 8, la batterie devait interdire tout débarquement dans la baie de Sieck.
En 1755, au début de la guerre de Sept Ans, deux canons de 12 remplacèrent les pièces de 8. Deux autres pièces de 12 furent ajoutées dont une placée face au nord pour gêner par son feu l'approche du chenal de l'île de Batz.
Depuis l'ordonnance de Colbert de 1685, qui organisa la défense des côtes françaises, tout homme de 19 à 60 ans vivant dans les paroisses côtières se trouvait assujetti au service dans les milices garde-côtes. Ce régime était mal vu car les hommes devaient abandonner foyers et travaux. À partir de la Révolution, les miliciens furent remplacées par des gardes nationaux et les défenses furent réorganisées pour parer à un débarquement anglais en Bretagne dont les mouillages favorables étaient bien connus de la flotte britannique.
Le 28 février 1793, aux alentours de midi, gros émoi sur la côte, on sonne le tocsin : une escadre anglaise se rapproche de la côte à la poursuite d'un navire corsaire français. La présence de ces navires inquiète. La garde est renforcée aussi bien à l'île de Batz qu'à l'île de Sieck où sont dépêchés à la hâte quinze soldats et quinze citoyens pour servir à la batterie du corps de garde.
Le corsaire échappe à l'ennemi qui s'éloigne.
Le corps de garde sera déclassé en 1889 et mis en vente aux enchères publiques quelques années après.

### La querelle avec Plougoulm à propos du goémon auXVIIIesiècle
Vers le milieu du XVIIIe siècle un conflit éclata entre des habitants de Plougoulm et ceux de l'île de Sieck à propos de la cueillette du goémon : les habitants de cette île, accessible à marée basse, voulurent en interdire l'accès aux gens de Plougoulm ; ils accusaient ces derniers de descendre nombreux dans leur île, d'y tracer de nouveaux chemins, ne respectant pas les terres cultivées, de laisser ouverte la barrière placée à l'entrée de l'île, de sorte que leurs bestiaux s'en allaient à la grève au risque de s'y égarer (une même accusation était d'ailleurs portée contre les gens de Sibiril). Mme Marie-Marguerite Butault de Marsan, épouse de Guy Louis de Durfort, duc de Quintin et de Lorge, propriétaire de l'île, prit fait et cause pour ses fermiers et porta plainte en 1767. Le tribunal de Léon chargea l'amirauté de Brest de régler la querelle et, le 17 novembre 1768 rendit un arrêt interdisant aux gens de Plougoulm et à tous autres « d'aller, venir ni fréquenter dans l'isle de Sieck sous quelque prétexte que ce put être ». Cet arrêté fut publié et affiché à Plougoulm, mais les habitants n'en tinrent pas compte et continuèrent à aller ramasser du goémon dans l'île de Sieck. La duchesse de Lorge et ses fermiers de Sieck adressèrent de nouvelles plaintes à l'amirauté de Brest, reprochant aux Plougoulmois « de se servir de rateaux et autres instruments propres à arracher le gouesmon et à le détacher des rochers, de traverser l'île de toute part, laissant partout après eux des traces de leur passage » ; le 7 août 1783 l'Amirauté de Brest interdisait aux Plougoulmois tout passage dans l'île de Sieck et les condamnait à de fortes amendes. Yves Bertévas (de Quelveiny) et Charles Le Lez (de Kéraéret) interjetèrent appel au nom des Plougoulmois en 1786 près du Parlement de Bretagne, lequel par un arrêt en date du 22 août 1787 condamna la duchesse de Lorge et ses fermiers de Sieck et de Santec ; sommation leur furent faite « de laisser aller librement et sans opposition quiconque passer, aller et venir tous les habitants de Plougoulm et de Sibiril sur l'isle de Sieck par le chemin ordinaire pour se rendre sur la grève de Santec ou ailleurs pour la cueillette du gouesmon de telle manière qui leur plaira »,.

### Un pillage relaté par Jacques Boucher de Perthes
Jacques Boucher de Perthes raconte que dans la nuit du 9 au 10 décembre 1817, alors qu'il se trouvait en tournée d'inspection du service des douanes à Roscoff, des coups de canons provenant d'un navire en détresse le tirèrent de son sommeil. Il se rendit sur place, à hauteur de l'Île de Sieck : « La foule qui se portait sur le même point, et quelques lumières que nous apercevions, ne me laissèrent aucun doute sur le lieu du naufrage. (...) Il ne restait du gréement que quelques tronçons de mâts. On voyait la ligne du doublage, et l'ouverture des sabords annonçant la présence de canons, vraisemblablement ceux qui appelaient au secours quelques heures avant. Sur la mer, à perte de vue surnageaient des pièces de bois, des barriques, des cordages. Sur la rive, même spectacle, et à chaque pas des cadavres. Au milieu de ce désordre, on voyait des hommes, des enfants, se ruant sur les débris, enfonçant les caisses à coups de hache ou de pierre, ou bien couchés sur des corps humains, non pour les secourir, mais pour les fouiller ». Boucher de Perthes et les douaniers tentèrent en vain de s'y opposer. Boucher de Perthes précise que cette nuit-là six bateaux auraient été victimes des éléments déchaînés entre Roscoff et l'Aber-Wrac'h et que plus de 450 marins et passagers seraient morts dont 193 à bord de l'Indian, un transport de troupes anglais, qui se serait échoué à hauteur de Plouguerneau. Ce témoignage de Jacques Boucher de Perthes était toutefois contesté, aucun autre témoignage des faits qu'il relate n'existant et aucune autre trace historique de l'existence de l'Indian n'ayant été trouvée. Toutefois, en 1992, un plongeur de Kerlouan a trouvé quelques vestiges de l'épave près des rochers de Karrek Hir permettant d'identifier ce navire, un trois-mâts anglais de 500 tonneaux qui partait prêter main-forte aux révolutionnaires vénézuéliens en lutte contre le gouvernement espagnol.

## Goémoniers, sardiniers et vie agricole auXIXesiècle

### Le ramassage et le brûlage des algues
L'île a abrité au XIXe siècle une flottille de bateaux pour le ramassage d'algues.

Au début du XIXe siècle, un chimiste français, Bernard Courtois (1777-1838), isola une substance nouvelle dans les cendres d'algues marines, l'iode qui présentait de précieuses propriétés antiseptiques. Sur les côtes du Finistère se développa une nouvelle activité pour ramasser et brûler les algues. Une usine ouvrit au Conquet en 1823.
La vente de cendres d'algues faisait vivre bon nombre de familles pauvres et pour répondre à la demande croissante, des équipages gagnèrent les îles côtières.
Le ramassage des algues se faisait à basse mer pour pouvoir accéder à certaines variétés de laminaires riches en iode poussant à la limite des basses mers de vive eau. Il fallait utiliser des bateaux pour cela. Elles étaient ensuite séchées et brûlées dans des fours à goémon pour obtenir des pains de soude. Ces pains de soude étaient vendus à des usines qui en extrayaient l'iode. Il existe encore aujourd'hui des vestiges d'un four à goémon sur l'île (près de la plage du port).
À la fin du XIXe siècle, les goémoniers de Plouguerneau essaimèrent sur les côtes du Léon. Ils arrivaient sur l'île au début mai et ne regagnaient leurs foyer qu'à la fin de l'automne. Ils vivaient sur l'île de manière assez rudimentaire en logeant dans l'usine désaffectée.

### Le port et la pêche à la sardine

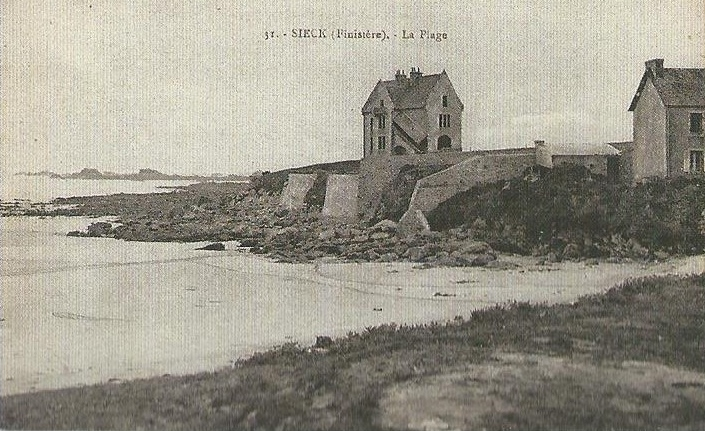
Le Dossen, face à l'Île de Sieck, au début du XX^{e} siècle

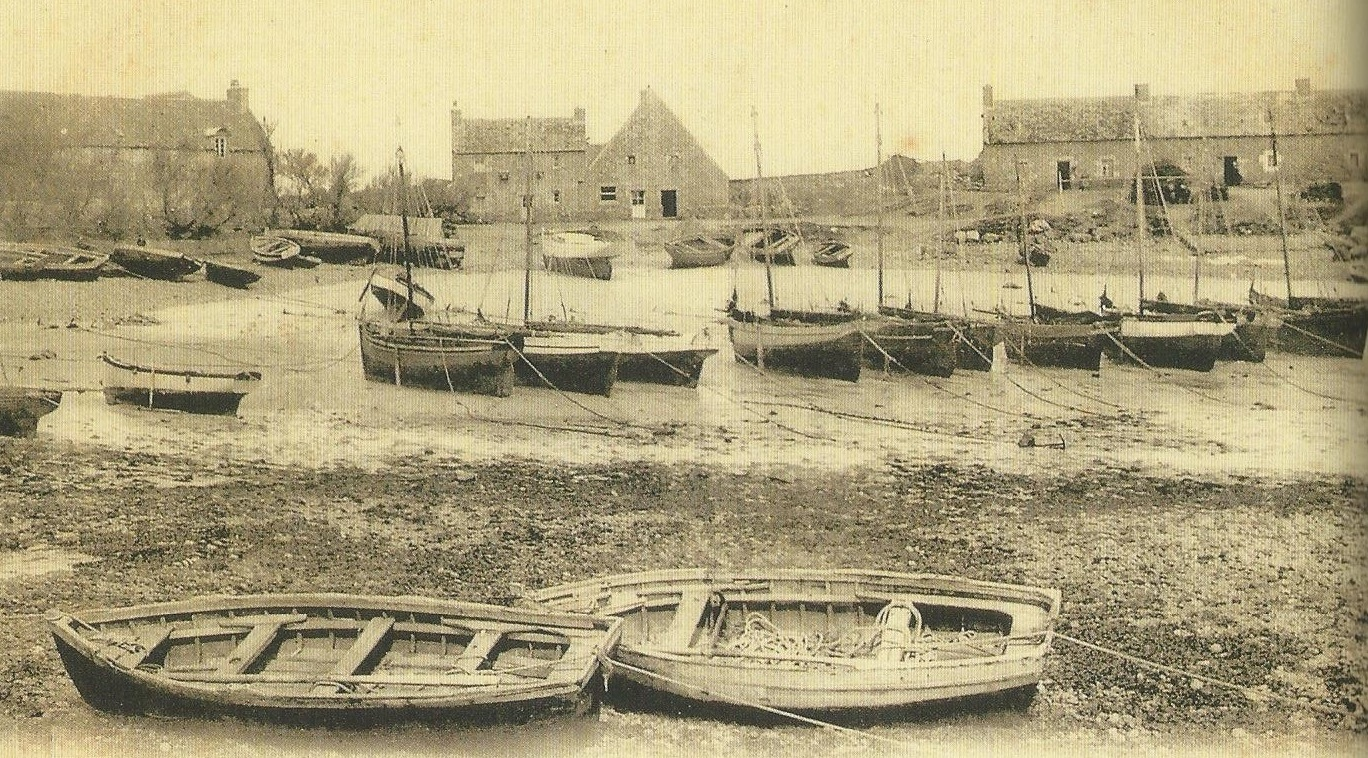
Le port de l'Île de Sieck au début du XXe siècle

L'île abrite un port dans la partie sud, assez pratique car protégé par un môle maçonné s'élevant au-dessus du niveau des plus hautes mers. Ce môle fut construit en 1880 et rénové dans les années 1950. Il est actuellement assez délabré à la suite de la tempête de 2008, en éboulement sur la partie intérieure.

La pêche à la sardine fut une activité importante de l'île jusqu'au milieu du XXe siècle. La sardine était abondante dans la baie et vers la fin du XIXe siècle, on compta jusqu'à plus de 100 bateaux dédiés à cette pêche dans le port, la plupart des pêcheurs venant de Douarnenez. 
Le port, accessible à toute heure de la marée et tout près des zones de pêche, permettait aux marins de débarquer assez rapidement leur pêche, ce qui était un avantage non négligeable avec un poisson fragile comme la sardine.

Jusqu'à l'invention du procédé de mise en boite, la sardine était consommée localement en vert, c'est-à-dire fraîche et recouverte de sel et également amenée par les chasse-marées dans les villes de Bretagne. Mais elle était aussi dirigée vers les presses à sardines.

### Les presses à sardine
La presse à sardine était le procédé qui permettait de conserver le poisson avant le XIXe siècle et l'invention du procédé de conservation en boîte.

Il y eut plusieurs presses sur l'île de Sieck. Au milieu du XVIIIe siècle, il y en avait quatre sur l'île.

Les sardines, entières et juste lavées, étaient entassées dans des barils en bois en alternant une couche de poisson et une couche de sel. Un couvercle sur lequel venait s'appuyer un madrier lesté par une pierre permettait d'exercer une pression et d’extraire une huile qui pouvait avoir plusieurs usages (éclairage à bon marché et tannage du cuir). Il fallait environ dix jours pour que la sardine rende toute son huile. Les tonneaux de sardine pressée pouvaient se conserver plusieurs mois et étaient exportés en dehors de la Bretagne et même à l'étranger.

### La conserverie de sardines
Le procédé de mise en boîte (appertisation inventé par un confiseur parisien au début du XIXe siècle, Nicolas Appert) apporta un grand développement de l'activité de pêche sur l'île. Une conserverie de sardines fut créée par Léopold Deschamps en 1865 et fut active pendant vingtaine d'années. Cette activité fut une source de prospérité pour l'île et attira même quelques familles de pêcheurs des environs.
La pêche à la sardine se pratiqua jusque dans les années 1950.

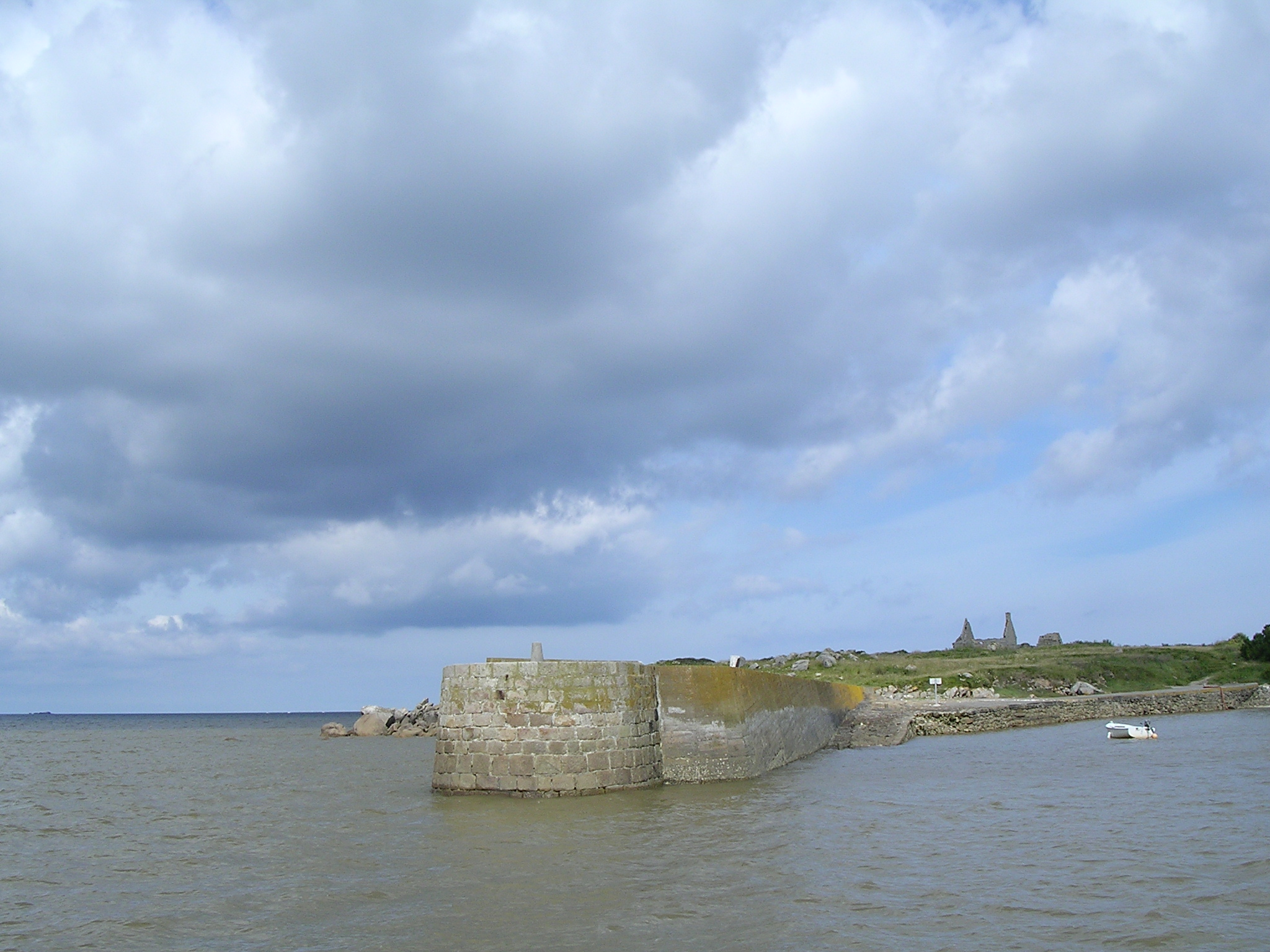
vue du môle de l'île en 2007

Aujourd'hui, quelques bateaux continuent de mouiller dans le port et on peut contempler en haut de la plage, près de tamaris séculaires, les carcasses de plusieurs barques qui chauffent encore au soleil leur quille et quelques membrures disloquées...

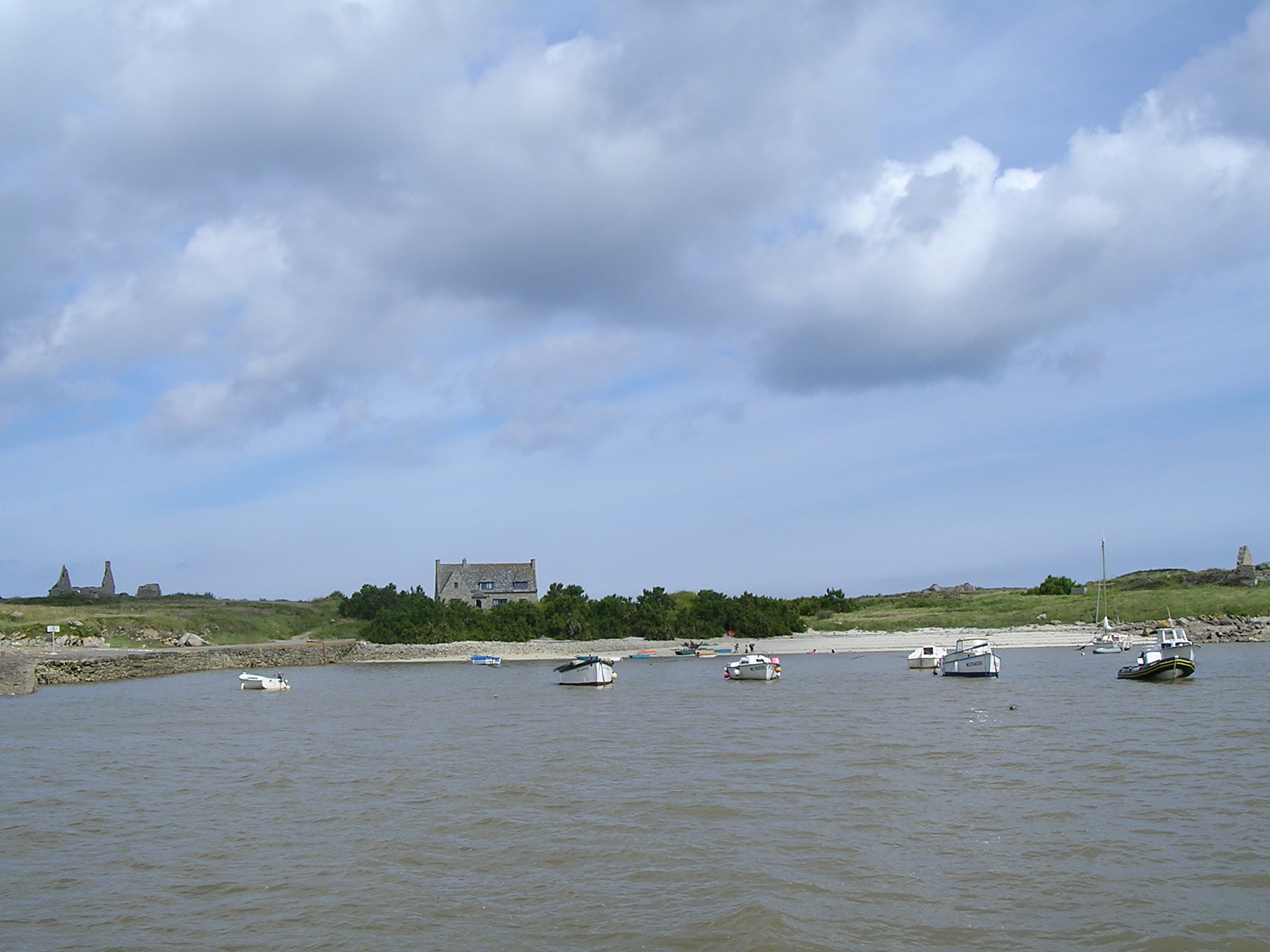
vue du port avec quelques bateaux au mouillage

Le port reste intéressant en raison du môle qui protège de la houle, de la proximité du large et de la hauteur d'eau qui le rend praticable à mi marée. Mais l'accès à Sieck depuis l'Île-de-Batz demande de la vigilance en raison de nombreuses roches qui bordent la côte.

### L'école élémentaire
En 1881, l'île comptait neuf foyers et 53 habitants. Quand la conserverie fit faillite, cette population demeura sur l'île et le problème de la scolarisation d'au moins 20 enfants se posa.
En raison de l'éloignement de l'école de Santec et des contraintes dues à l'insularité, il fut demandé l'ouverture d'une école. Le nouveau propriétaire de l'île, monsieur Guilloux (qui avait racheté l'île à Léopold Deschamps à la suite de la faillite de la conserverie), appuya la demande en fournissant un local.

Malgré les réticences de l'inspecteur d'académie, une école à classe unique s'ouvrit donc à Sieck à la rentrée de 1887.
Le poste fut confié à une jeune débutante, Marie Quéméner, 19 ans.
Installée dans des locaux peu appropriés et vétustes, l'école posa divers problèmes de fonctionnement puisqu'en 1893, le poste fut supprimé... puis rouvert en 1901 dans un nouveau local mieux équipé.
Le bâtiment servant d'école était une construction ancienne avec une minuscule cour aux murs en pierres sèches. Pour la location de ce bâtiment, la municipalité de Roscoff (puis après celle de Santec) payait un loyer à la propriétaire de l'île, Mme de Kergariou.
De 1902 à 1926, le poste fut tenu par Mme Quéré qui y fit toute sa carrière. L'école accueillait une trentaine d'élève d'âges différents avec environ la moitié qui venait du Dossen. L'assiduité des élèves devait être inégale en raison des marées auxquelles il fallait se soumettre pour accéder à l'île et la quitter.
La maîtresse avait la charge de la clef de la citerne de l'usine désaffectée et avait pour rôle de distribuer l'eau entre les différents habitants de l'île.
Quand, à la belle saison, Mme Louise de Kergariou venait visiter ses locataires, l'école fermait ses portes : c'était le jour de congé.

### Vie agricole
En 1881, il y avait 53 habitants répartis en 9 foyers.
Les choux fleurs, les artichauts et les pommes de terre de l'île avaient une bonne réputation mais la marée compliquait l'expédition des légumes, obligeant la charrette à sortir en pleine nuit pour attendre au Dossen l'heure de gagner le marché de Saint Pol. Pour enrichir les terres, les fermiers utilisaient des algues récoltés autour de l'île. il y avait sur l'île quelques lapins, des poules, des chevaux et même des vaches. On cultivait du blé et la moisson se faisait à l'aide d'une batteuse venant du Dossen lors de la marée basse.

### Vie courante
Le ravitaillement de l'île était assuré deux fois par semaine par le boucher et le boulanger de Santec. De temps à autre, un épicier de Landivisiau venait faire une tournée sur l'île. Lorsque quelqu'un tombait malade et que les soins s'avéraient nécessaire, il fallait faire venir un médecin de Roscoff ou Saint Pol.

## La désertification

### Camp d'internement pendant la Première Guerre mondiale
L'île fut choisie comme camp d'internement pour sa proximité avec le continent et la présence d'un point d'eau. De 1914 à janvier 1917, elle accueillit jusqu'à 350 ressortissants allemands, autrichiens et hongrois qui étaient présents en France au moment de la déclaration de guerre. Des citoyens allemands et autrichiens, transportés depuis les États-Unis par le navire hollandais Nieuw-Amsterdam afin d'aller s'incorporer dans les armées de leurs pays respectifs, furent capturés par le navire français Savoie, et une partie d'entre eux y furent internés pendant la Première Guerre mondiale (davantage le furent à l'Île Longue).

### Seconde Guerre mondiale
L'île subit les rigueurs de la Seconde Guerre mondiale. Les Allemands reprirent et aménagèrent les installations existantes en 1940 après une tentative d'embarquement ratée pour l’Angleterre de deux officiers britanniques. Ils obligèrent d'abord les bateaux à aller mouiller dans la baie de Sieck à Moguériec. La conserverie fut dynamitée ainsi que les maisons près du port.
Ayant considéré l'île comme une position stratégique, ils y envoyèrent une garnison importante. Cette présence est la cause de l'abandon de l'île par ses habitants. L'école ferma à la fin de l'année scolaire 1942-1943 et les derniers habitants partirent au Dossen.
D'autres maisons furent détruites lors d'exercices de tir des batteries côtières. Le corps de garde fut aménagé avec plusieurs canons et systèmes de surveillance. De la pointe ouest de l'île, les Allemands pouvaient contrôler l'entrée de la baie et tout un secteur de la Manche.

### Période actuelle
Après la guerre, peu d'îliens manifestèrent le souhait de revenir y habiter. Seule, une famille de cultivateurs remit la ferme en état et revint l'habiter jusqu'en 1975. 

L'argent des dommages de guerre servit à bâtir la maison qui est en face du port, occupée l'été. Avec la ferme, ce sont les deux seules habitations restantes.

## Naufrages aux abords de l'île
L'île a été le théâtre de plusieurs naufrages.
En 1868, un trois-mâts anglais en fer, le Wilfred, qui faisait route vers Liverpool en venant de Madras, fut pris par une violente tempête près de l'île de Batz et après diverses avaries vint s'échouer sur les roches de Calhic et de Vengam juste au nord de l'île. L'équipage prit place dans des chaloupes après qu'une voie d'eau se fut déclarée et que le capitaine eut donné l'ordre d'évacuation. Dans la tourmente, deux matelots périrent d'épuisement et furent enterrés à Santec. La cargaison fut récupérée à basse mer lorsque la tempête se calma et mise en vente publique à Roscoff.

### Sources